# Lady Croissant
《Lady Croissant》는 오스트레일리아의 싱어송라이터 시아가 2007년 4월에 발매한 라이브 음반으로, 아스트랄베르크스 레이블을 통해 출시되었다. 아스트랄베르크스는 이 음반을 "미니 음반"이라고 소개했으며, 2006년 4월 미국 뉴욕시 바워리 볼룸에서 열린 콘서트에서 녹음된 8곡의 라이브 트랙과 1곡의 스튜디오 녹음곡 〈Pictures〉를 수록하고 있다. 수록곡 중 8곡은 시아가 단독 또는 공동 작곡한 곡이며, 레이 데이비스의 곡 〈I Go to Sleep〉의 커버 버전도 포함되어 있다. 해당 곡의 스튜디오 녹음 버전은 이후 시아의 2008년 정규 앨범 《Some People Have Real Problems》에 수록되었다. 이 음반은 댄 캐리가 프로듀싱을 맡았으며, 런던의 사름 스튜디오에서 존 레몬과 태즈 마타가 믹싱을, 뉴욕시의 더 로지에서 에밀리 라자와 사라 레지스터가 마스터링을 담당했다. 《Lady Croissant》은 혼합된 평가를 받았으며, 유일한 싱글 〈Pictures〉는 2006년 11월 27일 아메리칸 이글 아웃피터스를 통해 독점 공개되었다.

## 곡 목록
| #  | 제목                            | 작사·작곡                                     | 재생 시간 |
| -- | ------------------------------- | --------------------------------------------- | --------- |
| 1. | 〈Pictures〉 (studio recording) | Dan Carey Sia Furler                          | 3:37      |
| 2. | 〈Don't Bring Me Down〉         | Furler Blair MacKichan                        | 4:36      |
| 3. | 〈Destiny〉                     | Sophie Barker Henry Binns Furler Sam Hardaker | 3:55      |
| 4. | 〈Blow It All Away〉            | Kevin Armstrong Furler Felix Howard MacKichan | 5:19      |
| 5. | 〈Lentil〉                      | Samuel Dixon Furler                           | 4:11      |
| 6. | 〈Numb〉                        | Furler Howard James McMillan                  | 4:26      |
| 7. | 〈I Go to Sleep〉               | Ray Davies                                    | 3:17      |
| 8. | 〈Breathe Me〉                  | Carey Furler                                  | 5:52      |
| 9. | 〈Distractions〉                | Binns Furler Hardaker                         | 5:03      |

## 평가
| 전문가 평가      | 전문가 평가 |
| 평가 점수        | 평가 점수   |
| 출처             | 점수        |
| ---------------- | ----------- |
| AllMusic         | [ 1 ]       |
| BBC Music        | (mixed)     |
| Gigwise.com      | [ 4 ]       |
| Pitchfork Media  | (5.2/10)    |
| Popmatters       | (4.0/10)    |
| Selby Times      | (positive)  |
| This Is Fake DIY | (5.0/10)    |
| WERS             | (positive)  |